# Sialkot
Sialkot (urdú سیالکوٹ) és una ciutat del Panjab (Pakistan) capital del districte de Sialkot, a uns 125 km al nord-oest de Lahore. És a la riba del torrent Aik. La població estimada el 2009 és de 502.721 habitants. La ciutat té aeroport internacional a Sambria, de gestió privada.

## La ciutat
La ciutat vella és un laberint de carrerons estrets i mercats. A la part vella hi ha la capella d'Hazrat Imam Ali-ul-Haq conegut com a Imam Sahib. La zona del mausoleu és un altre laberint de carrerons amb capelles i tombes de sants. A un turonet queden les restes de l'antic fort del segle II o III amb la capella del santó Muradia Shah. El lloc de pelegrinatge de Puran Well (el pou de Puran) es troba a la sortida de la ciutat, no obstant ja no es conserva més que una petita capella.
El lloc de naixement de Muhammad Iqbal (1877-1938) s'ha convertit en museu amb la seva biblioteca i és anomenat Iqbal Manzil (Casa d'Iqbal). La plaça principal és l'Allama Iqbal Chowk amb el seu monument Shaheen en honor d'Iqbal; a la vora la principal mesquita de la ciutat o Jamia Masjid Donga Bagh. Un dels seus tres minarets és l'edifici més alt de la ciutat. Altres llocs interessants sñin les tombes dels erudits Mullah Abdul Hakim Sialkoti (al costat del Abdul Hakim Park), Hakim Khadim Ali i Hafiz Muhammad Alam. A la carretera de Zafarwal es troba la gurdwara o Beri Sahib. La zona de l'antic campament militar inclou la Catedral de la Santíssima Trinitat coneguda com a catedral de Sialkot, construïda el 1852. Al mercat Saddar hi ha la Torre del Rellotge del segle xix. El parc Connelley (així anomenat per un subcomissionat de Sialkot), va esdevenir l'estadi Jinnah el 1979. Al seu costat el Col·legi Murray Cestablert el 1889.
Els parcs principals són el Gulshan-i-Iqbal i el Garrison Park. Altres llocs notables són Talab Maula Bakhush on es va fer la convenció del 1944 de la Lliga Musulmana, i Ram Talai, centre de reunions polítiques i esportives. Finalment l'estació de ferrocarril, l'hospital de la Missió Anericana (construït el 1880) i la Cambra de Comerç i Industria.
A la rodalia el Marala Headworks a la vora del Chenab a uns 20 km on s'inicien dos canals, i que és zona de pícnic. El Bajwat Wildlife Sanctuary també és a tocar del Chenab.

## Història
La llegenda popular atribueix la fundació a Raja Sala l'oncle dels pandaves del Mahabharata. Hauria estat refundada en temps de Vikramaditya per Raja Salivahan (segle II o potser III), que hauria construït el fort i la ciutat. Salahivan va tenir dos fills: Puran fou assassinat per un enviat de la seva madrastra i tirat a un pou on durant segle anaven els pelegrins; el segon fill Rasalu és el gran heroi mític de les cançons populars del Panjab i hauria regnat a Sialkot; al final del seu regnat Rasalu hauria estat en guerra contra Raja Hudi, que la llegenda fa un cap gakhar; portant la pitjor part a la batalla, Rasulu va haver de donar a la seva filla en matrimoni al seu enemic i aquest va retornar el territori que havia conquerit al fill adoptat de Rasulu. A la mort d'aquest sobirà el país va passar al seu germà Puran que havia esdevingut un faquir (segle iv); després les notícies desapareixen però hauria estat la capital dels reis escites Toramana i Mihirakula fins que aquest fou derrotat per Yasodharman.
Modernament s'ha suggerit que Sialkot és la Sakala, Sagala o Sagal capitald el Panjab ja coneguda dels grecs. El 790 el fort i la ciutat foren demolits per un exèrcit manat per Raja Naraut, ajudat pels ghandaurs del país Yusufzai. Després res se sap fins al final del segle xii quan la zona va passar a Ghur (Muizz al-Din Muhammad hauria restaurat l'antic fort) i després al sultanat de Delhi.
Sota els emperadors mogols fou capçalera d'un sarkar de la suba de Lahore. Va restar en poder mogol fins al segle xvii quan va passar al príncep rajput de Jammu, Ranjit Singh Deo, vers 1740; Ranjit es va reconèixer com a nominal vassall de l'emperador fins al 1748 quan es va declarar feudatari d'Ahmad Shah Durrani que li va cedir Zafarwal i dues parganes més que va afegir als seus dominis. Ranjit Singh Deo va morir el 1773 quan ja dominava tot el districte excepte la ciutat de Sialkot i dependències, que dominava una nissaga paixtu (afganesa). Poc després del 1773 la confederació sikh de Bhangi va arrabassar Sialkot als paixtus i va assolar tot el país fins al peu de les muntanyes de Jammu i va repartir el territori entre nombrosos caps sikhs.
Aquestos estats foren annexionats pel gran cap sikh Ranjit Singh després del 1791 però els principals estats, Pasrur i Sialkot van subsistir algun temps fins que vers 1806 el sardars de Sialkot foren derrotats pel general de Ranjit, diwan Mohkam Chand a Atari i el seu domini annexionat a Lahore. El 1849 va passar amb la resta del Panjab als britànics i el 1867 es va crear la municipalitat. Un cantonment o campament militar fou establert a la rodalia.

## Clima
| Temperatures i precipitacions mitjanes de Sialkot, Pakistan | Temperatures i precipitacions mitjanes de Sialkot, Pakistan | Temperatures i precipitacions mitjanes de Sialkot, Pakistan | Temperatures i precipitacions mitjanes de Sialkot, Pakistan | Temperatures i precipitacions mitjanes de Sialkot, Pakistan | Temperatures i precipitacions mitjanes de Sialkot, Pakistan | Temperatures i precipitacions mitjanes de Sialkot, Pakistan | Temperatures i precipitacions mitjanes de Sialkot, Pakistan | Temperatures i precipitacions mitjanes de Sialkot, Pakistan | Temperatures i precipitacions mitjanes de Sialkot, Pakistan | Temperatures i precipitacions mitjanes de Sialkot, Pakistan | Temperatures i precipitacions mitjanes de Sialkot, Pakistan | Temperatures i precipitacions mitjanes de Sialkot, Pakistan | Temperatures i precipitacions mitjanes de Sialkot, Pakistan |
| Mes                                                         | Gen                                                         | Feb                                                         | Mar                                                         | Abr                                                         | Mai                                                         | Jun                                                         | Jul                                                         | Ago                                                         | Set                                                         | Oct                                                         | Nov                                                         | Des                                                         | Any                                                         |
| ----------------------------------------------------------- | ----------------------------------------------------------- | ----------------------------------------------------------- | ----------------------------------------------------------- | ----------------------------------------------------------- | ----------------------------------------------------------- | ----------------------------------------------------------- | ----------------------------------------------------------- | ----------------------------------------------------------- | ----------------------------------------------------------- | ----------------------------------------------------------- | ----------------------------------------------------------- | ----------------------------------------------------------- | ----------------------------------------------------------- |
| Mitjana més altes °C (°F)                                   | 18 (64)                                                     | 21 (69)                                                     | 26 (78)                                                     | 33 (91)                                                     | 39 (102)                                                    | 40 (104)                                                    | 35 (95)                                                     | 33 (91)                                                     | 34 (93)                                                     | 32 (89)                                                     | 26 (78)                                                     | 20 (68)                                                     | 29 (84)                                                     |
| Mitjana més baixes °C (°F)                                  | 5 (41)                                                      | 8 (46)                                                      | 12 (53)                                                     | 18 (64)                                                     | 23 (73)                                                     | 26 (78)                                                     | 26 (78)                                                     | 25 (77)                                                     | 23 (73)                                                     | 17 (62)                                                     | 10 (50)                                                     | 5 (41)                                                      | 16 (60)                                                     |
| Precipitació cm (inches)                                    | 4.1 (1.6)                                                   | 4 (1.6)                                                     | 4.4 (1.7)                                                   | 2.1 (0.8)                                                   | 1.7 (0.7)                                                   | 6.8 (2.7)                                                   | 27.1 (10.7)                                                 | 25.6 (10.1)                                                 | 13.2 (5.2)                                                  | 1.4 (0.6)                                                   | 1.1 (0.4)                                                   | 2.1 (0.8)                                                   | 93,6 (36,8)                                                 |
| Font: Weatherbase març 2008                                 |                                                             |                                                             |                                                             |                                                             |                                                             |                                                             |                                                             |                                                             |                                                             |                                                             |                                                             |                                                             |                                                             |